# Dusetos
Dusetos è una città del distretto di Zarasai, della contea di Utena, nel nord-est della Lituania. Secondo una stima del 2018, la popolazione ammonta a 556 abitanti.
Costituisce il centro principale dell’omonima seniūnija.

## Storia
L’insediamento dista 30 km da Zarasai e sorge nei pressi del lago Sartai.
Anche qui, come in varie aree circostanti, hanno vissuto comunità ebraiche: secondo il censimento del 1923, il numero ammontava a 704. Come risultato delle emigrazioni costanti avvenute negli anni Venti e Trenta del secolo scorso, la popolazione decrebbe. Il 26 agosto 1941 gli ebrei di Dusetos, assieme a quelli di Zarasai e Kurkliai, furono eliminati in un’esecuzione di massa dalle truppe tedesche con la complicità delle forze di polizia lituane. È stato eretto un monumento per la memoria degli scomparsi.
Lo stemma cittadino nasce dalle corse di cavalli che ogni anno si tengono presso il lago Sartai.

## Galleria d’immagini

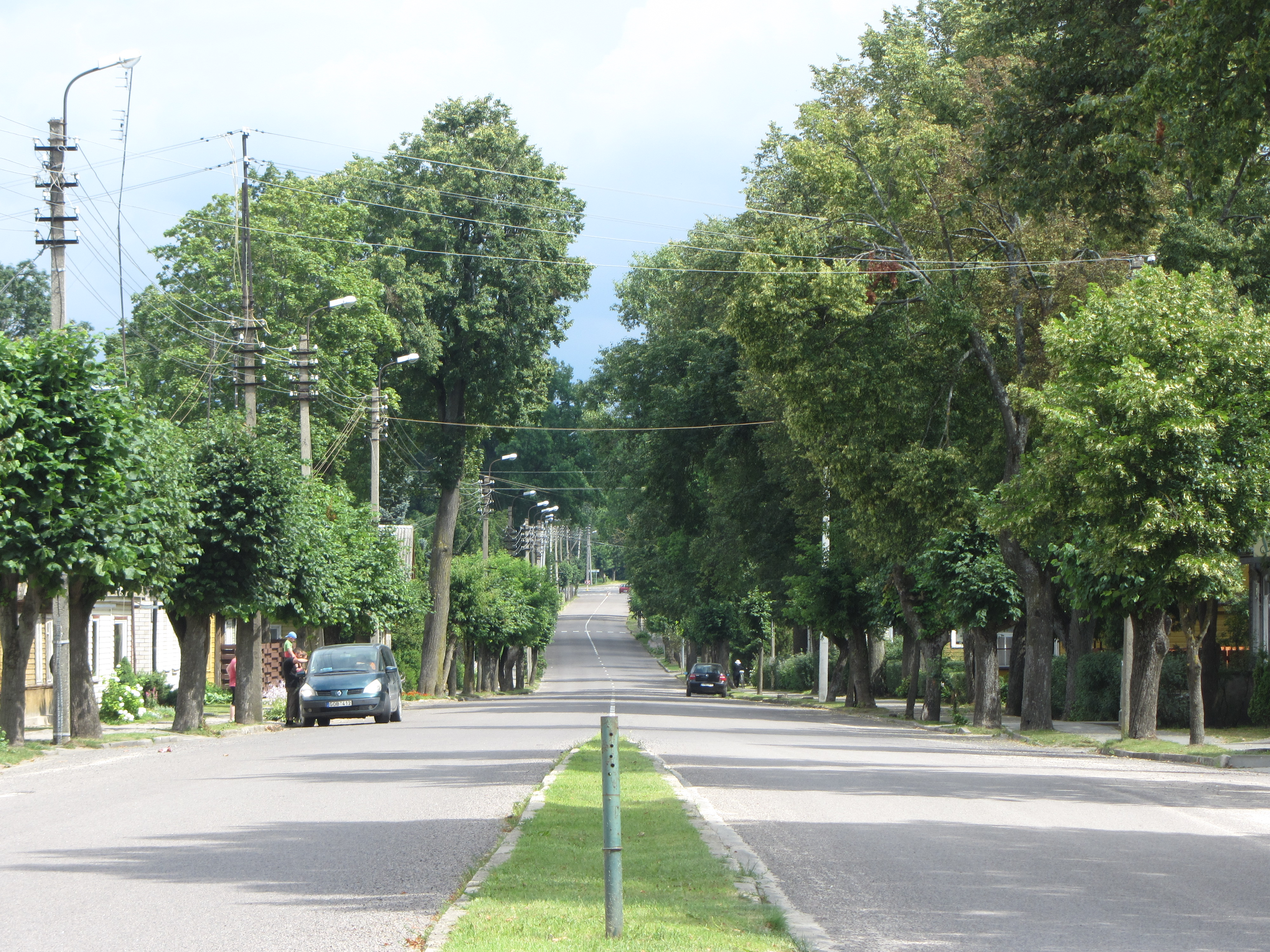
Viale cittadino
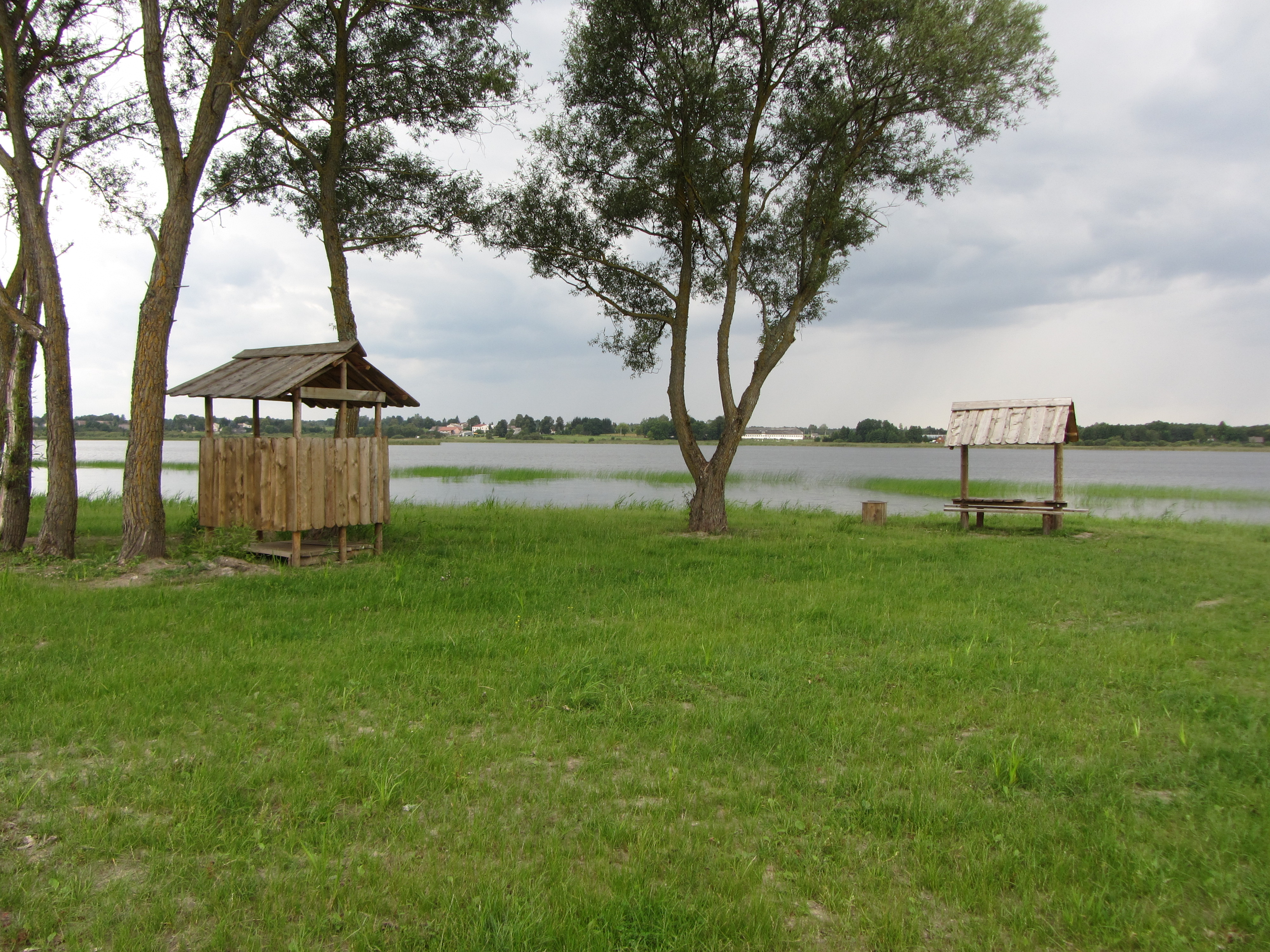
Panorama sul lago Sartai
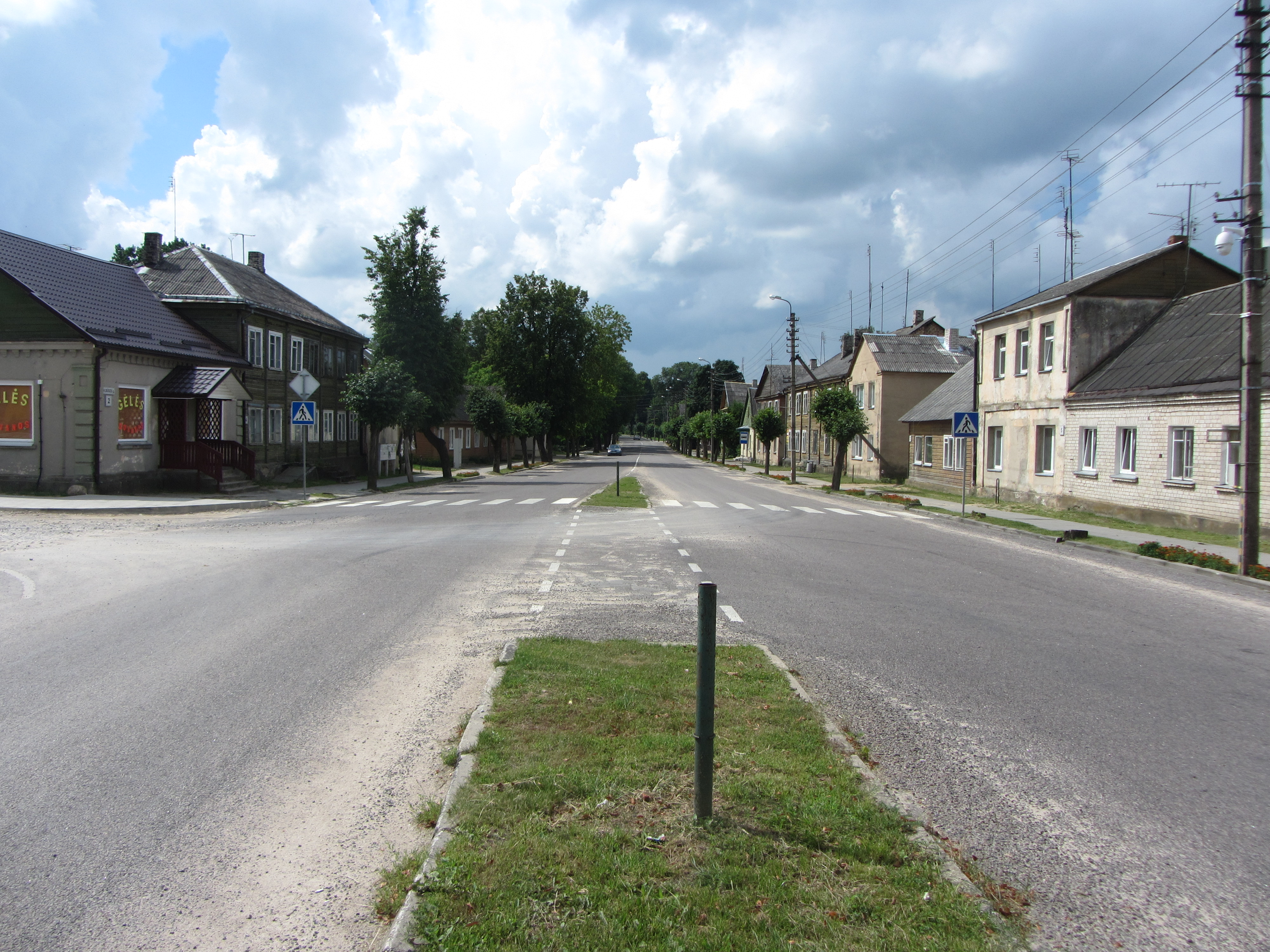
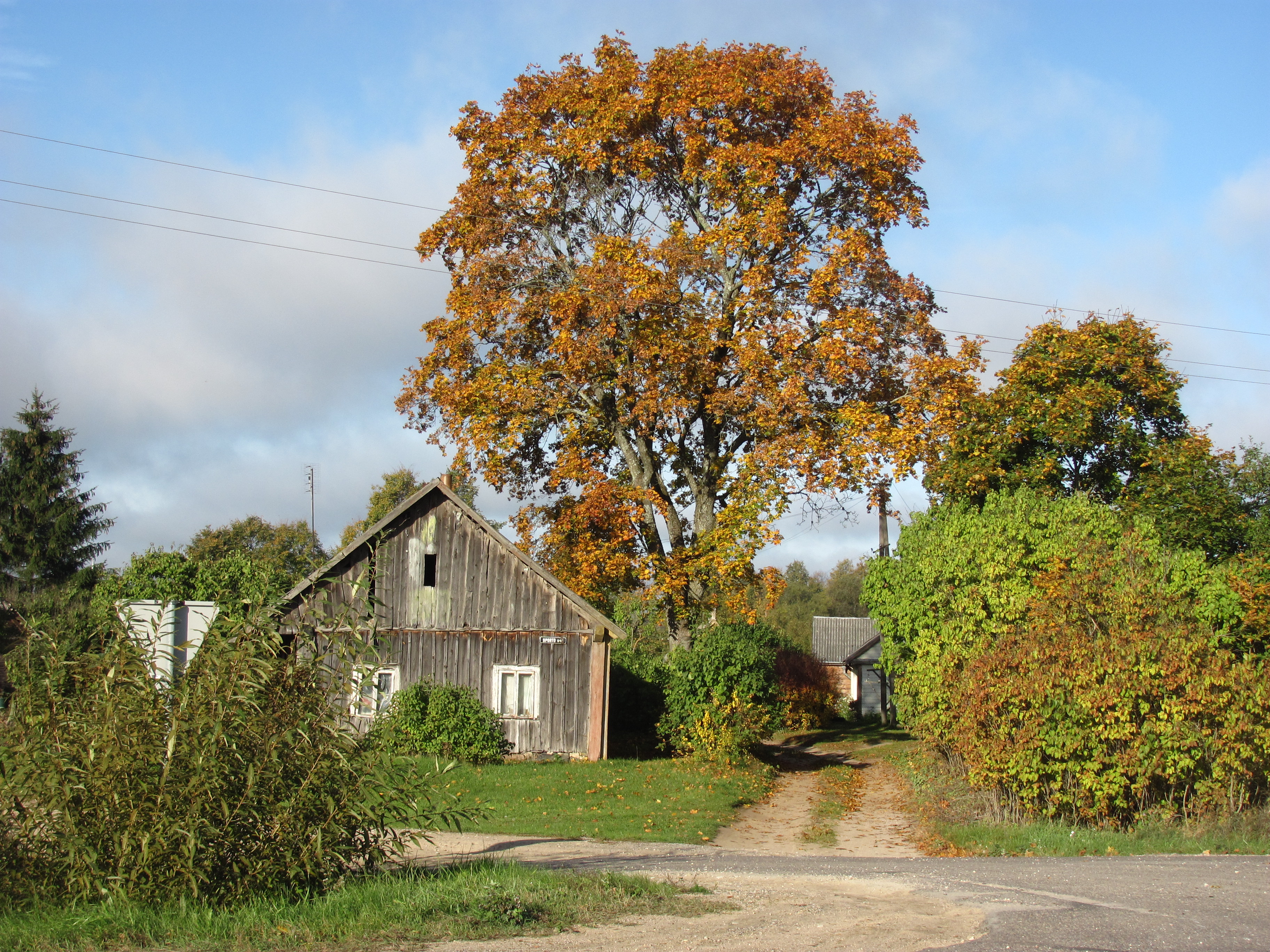
Parco cittadino
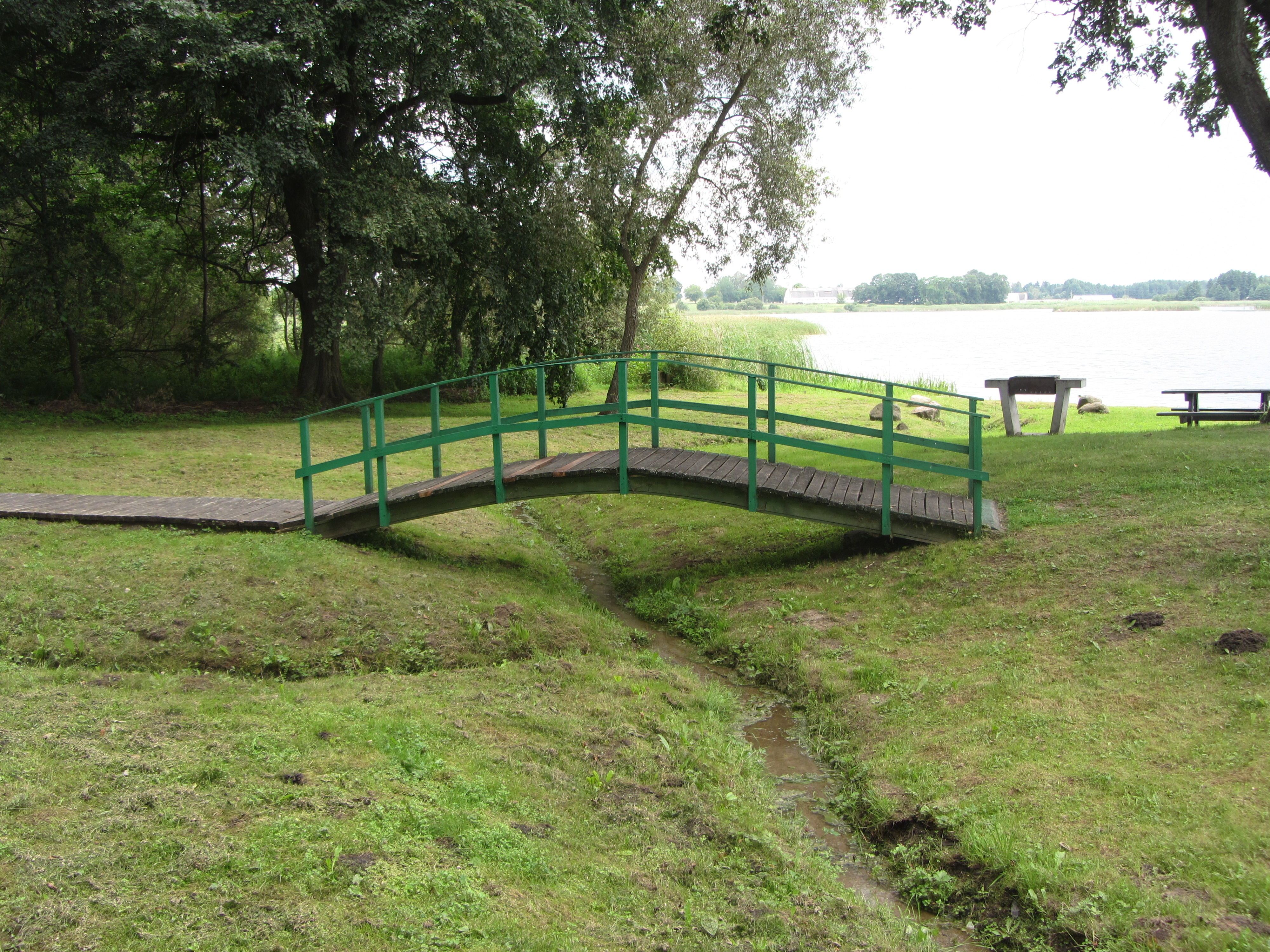
Ponticello